# چیپیلوو-کولونگا
چیپیلوو-کولونگا (به لهستانی:  Ciepielów-Kolonia) یک روستا در لهستان است که در گمینا چیپیلوو واقع شده‌است. چیپیلوو-کولونگا ۸۰ نفر جمعیت دارد.